# Rejon Basarabeasca
Rejon Basarabeasca – rejon administracyjny w południowej Mołdawii.

## Demografia
Liczba ludności w poszczególnych latach:
| 1959   | 1970   | 1979   | 1989   | 2004   | 2014   |
| ------ | ------ | ------ | ------ | ------ | ------ |
| 24 814 | 27 776 | 29 889 | 31 612 | 28 978 | 28 700 |